# Hahnia crozetensis
Hahnia crozetensis är en spindelart som beskrevs av Hickman 1939. Hahnia crozetensis ingår i släktet Hahnia och familjen panflöjtsspindlar.
Artens utbredningsområde är Crozetön. Inga underarter finns listade i Catalogue of Life.